# William Wellesley-Pole, 3:e earl av Mornington

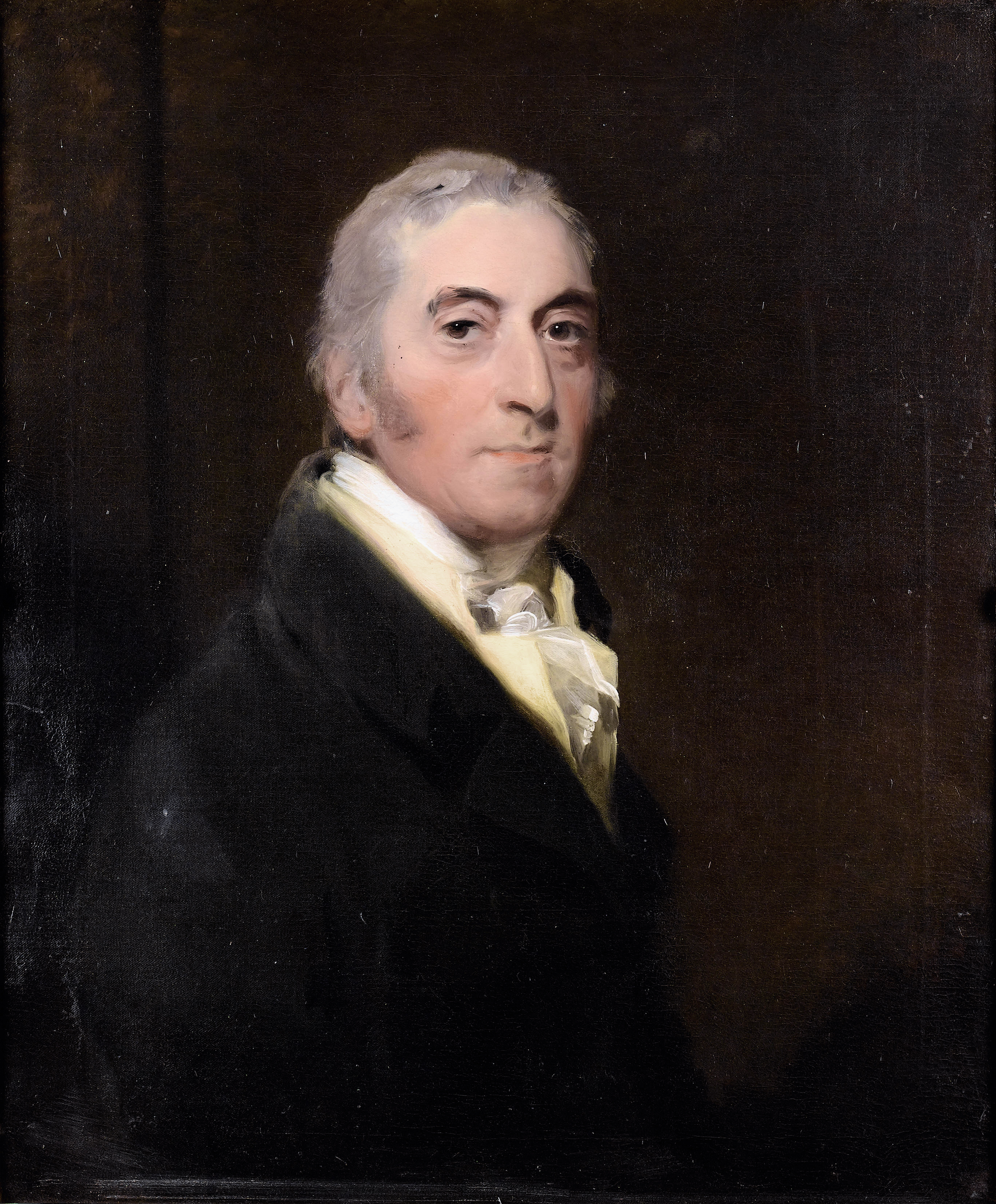
William Wellesley-Pole, 3:e earl av Mornington, porträtterad av Thomas Lawrence.

William Wellesley-Pole, 3:e earl av Mornington, född 20 maj 1763 på Dangan Castle i County Meath på Irland, död 22 februari 1845 i Mayfair i London, var en brittisk statsman, bror till Arthur Wellesley, 1:e hertig av Wellington. 

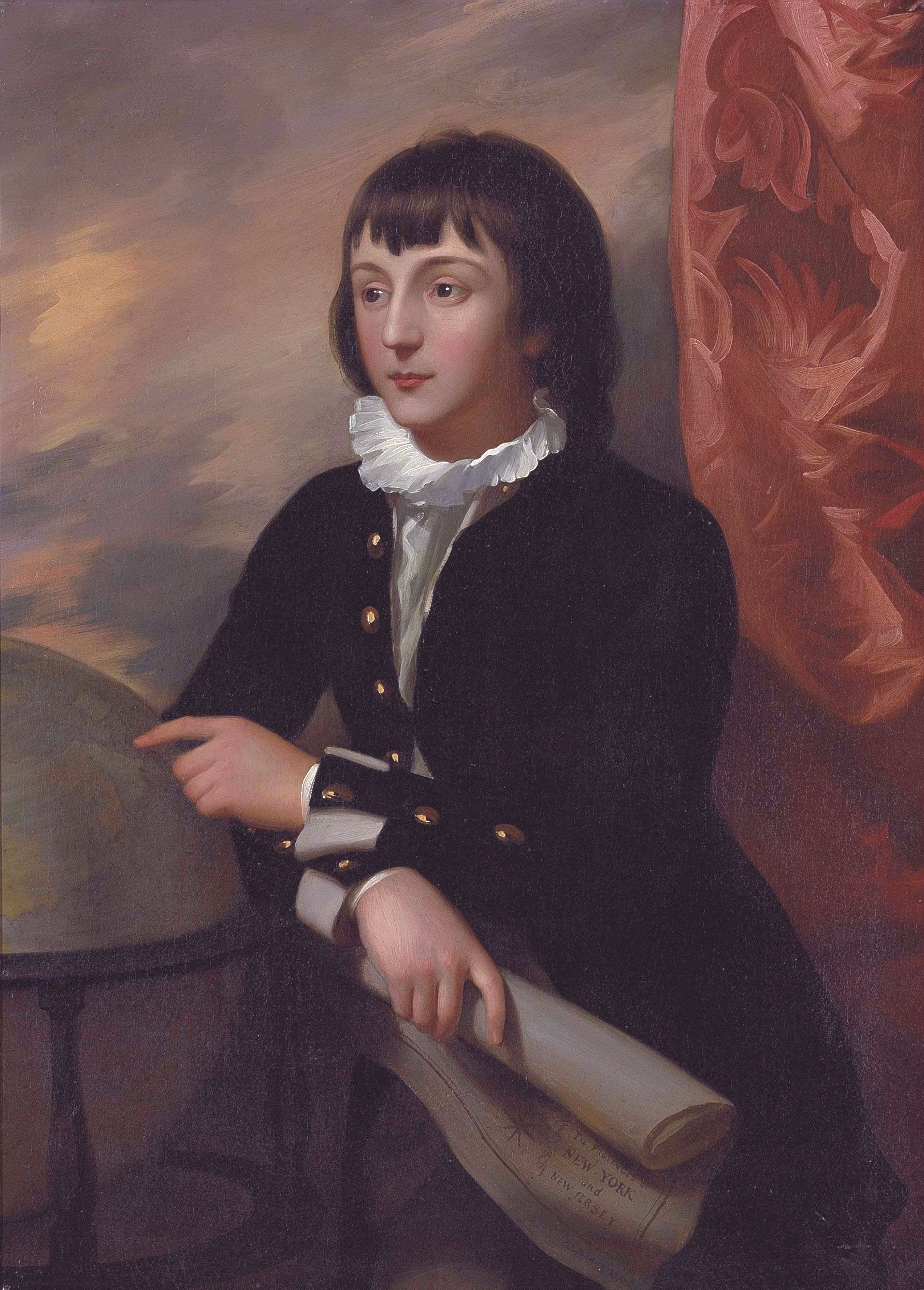
William Wellesley-Pole, 3:e earl av Mornington som ung, porträtterad av Benjamin West.

Wellesley tog 1778 vid arvet av en släktings gods namnet Pole, var 1790–1794 och 1802–1821 ledamot av underhuset och blev 1821 brittisk peer som baron Maryborough. Wellesley var 1809–1812 minister på Irland och som sådan ivrig motståndare  till katolikernas emancipation, 1814–1823 myntmästare med säte i kabinettet och 1834–1835 postminister i Peels första ministär. Titeln earl av Mornington ärvde han efter sin äldste bror 1842.